# ひぐらしのなく頃に令
『ひぐらしのなく頃に令』（ひぐらしのなくころに れい）は、スクウェア・エニックス刊行による日本の漫画作品。

## 概要
『ひぐらしのなく頃に』シリーズ20周年を記念して作られた完全新作コミック。原作・監修およびプロットは竜騎士07。出題編にあたる『鬼熾し編』と『星渡し編』の2編と、解答編にあたる『色尊し編』の計3編で構成されている。
| 編     | サブタイトル | 作画       | 掲載場所           | 話数   | 巻数  |
| ------ | ------------ | ---------- | ------------------ | ------ | ----- |
| 出題編 | 鬼熾し編     | 夏海ケイ   | ガンガンONLINE     | 全8話  | 全2巻 |
| 出題編 | 星渡し編     | 刻夜セイゴ | 月刊ビッグガンガン | 全10話 | 全2巻 |
| 解答編 | 色尊し編     | 夏海ケイ   | ガンガンONLINE     | 全18話 | 全4巻 |

『鬼熾し編』は2021年11月25日から2022年8月25日にかけて連載された。
『星渡し編』は2021年11月25日から2022年9月24日にかけて連載された。
『色尊し編』は2023年6月20日から2024年12月10日にかけて連載された。

## ストーリー
プロローグ
令和元年六月、久しぶりに雛見沢村へ訪れた梨花は、駅の階段で転倒し入院することになる。入院生活の最中、綿流しの夜に沙都子から電話が掛かり、圭一が行方不明になって魅音が殺害されたことを知らされる。さらに、昨年も同様の雛見沢村連続怪死事件を模倣した事件が発生していたことが明かされる。三度までループできる宝「恵薬華の宝珠」を羽入から託されていた梨花は、圭一の息子・圭太郎へ運命を託し、ループ能力を駆使して事件の解決を目指す。
鬼熾し編
出題編。一周目の世界。
雛見沢へ引っ越した圭太郎は、五年ぶりに仲間たちと再会する。そこで、「ポラリス家族の会」という団体が村に移住し、村の人口の約半数を占めていることを知る。圭太郎はある日、フリーライターの丸竹からポラリスに関する悪い噂を聞き、彼らがカルト集団である可能性を示唆される。圭太郎は、父・圭一の「仲間こそが宝であり、人の和があればどんな運命も打ち破れる」という信条を胸に、その真偽を確かめようとポラリスのメンバーと交流を試みるが、ことごとく失敗する。そんな中、綿流しの晩に、ポラリスを強く嫌っていた村長・公由喜作が失踪し、その補佐役の服毒自殺体が発見される。この事件をきっかけに、村民の間でポラリスへの疑念がさらに深まる。圭太郎は、ポラリスに対する不信感と自身の信念の間で揺れ動き、次第に冷静さを失っていく。
星渡し編
出題編。二周目の世界。
色尊し編
解答編。三周目の世界。
病室で目を覚ました古手梨花は、三つとも割れた恵薬華の宝珠を見て、今回が時を戻せる最後のチャンスであることを認識する。梨花は部活メンバーの子どもたちを助けるため、惨劇を回避する方法を推理し始める。

## 登場人物

### 部活メンバーの子どもたち
前原圭太郎（まえばら けいたろう）
前原圭一の息子。中学二年生。父親そっくりの容姿と性格をしている。令和元年に雛見沢へと引っ越してきた。家の都合や両親の仕事の影響もあって、雛見沢に訪れるのは五年ぶり。
雛見沢へ引っ越す以前から部活メンバーとその子どもたちとの間には交流があり、五年前までは毎年綿流しの祭りに参加していた。
父の言葉に影響を受けて、雛見沢の空気や村民の団結力に強い憧れを抱いている。
竜宮希比呂（りゅうぐう きひろ）
竜宮レナの息子。中学二年生。圭太郎の親友で、彼のことを「ケータロ」と呼ぶ。幼少期に母親が離婚したことをきっかけに雛見沢へ戻ってきた。
些細な変化をすぐに察知する洞察力を持つ。
嘘を発見すると判定を始め、それが終わると「嘘だッ！」と叫びながら相手をパンチする。
園崎魄姫（そのざき たまき）
園崎魅音の娘。中学二年生。
極度の恋愛脳の持ち主で、いつも未来の結婚相手のことを考えている。沙喜子とは仲が良く、彼女のことを「沙喜姉さん」と呼ぶ。沙喜子に嘘を吹き込まれて、それを実行してしまうことがしばしばある。
公由沙喜子（きみよし さきこ）
公由喜作と公由沙都子の娘。中学三年生。
母と共に経営している土産物屋「えがお屋」の看板娘であり、同時にSNSでの宣伝活動も行っている。
ポラリス家族の会を酷く嫌っている。星渡し編では雛見沢村民らの先頭に立ち、武器を持ってポラリスの集落に押しかけた。

### ポラリス家族の会
朏依乃里（みかづき いのり）
中学一年生。大きな声が出せないほど気弱な少女。
母親とともに父親からのDVから逃げてポラリスに入会した。星の環での通り名は「ミラク」。

一色くるる（いっしき くるる）
中学一年生。圭太郎たちとも普通に会話する明るいお調子者な少女。
父親とともに母親からのDVから逃げてポラリスに入会した。星の環での通り名は「ミアプラキドゥス」。

カノープス
一色くるるの父。ポラリス家族の会の対外交渉役を担っている人物であり、それと同時に、星の環のリーダー格の人物でもある。
頭がよく交渉能力にも長けているが身体的に虚弱もしくは性格的に力ずくでやり返すことができず、娘くるるとともに妻からDVを受けていた。

ポラリスの聖母
ポラリス家族の会の主宰者。本名は「宇津井」。
他の会員と同様、自身もDV被害者で「愛する人から逃れても」「毒縁からの解放」などの著書を出版し、その印税で「ポラリス家族の会」を立ち上げた。
会員から「聖母さま」と呼ばれておりそれを受け入れているが、外部の人間には「代表」をやっているだけと説明している。

### 部活メンバー
前原圭一（まえばら けいいち）
議員秘書として活動している。仕事上のトラブルにより東京に残っている。
竜宮レナ（りゅうぐう れな）
園崎魅音（そのざき みおん）
公由沙都子（きみよし さとこ）
本編における北条沙都子。公由喜作と結婚したことにより、苗字が北条から公由へと変わった。
古手梨花（ふるで りか）
好きなものは激辛キムチをはじめとした辛いもの。嫌いなことは、同じ場所にとどまり続けること。
普段は世界中を旅して回っている。令和元年六月、お忍びで雛見沢へ帰ってきたところ、駅の階段から転げ落ちて入院した。
圭太郎に「梨花お姉さん」と呼ばせている。

### その他
公由喜作（きみよし きさく）
雛見沢村の次期当主。公由沙都子の夫であり、公由沙喜子の父。
雛見沢観光地化計画の先頭に立つ人物。ポラリス家族の会を酷く嫌っている。
補佐役
公由喜作の補佐を務める。
公由正太郎(きみよし しょうたろう)
公由家現頭首で雛見沢村の村長。喜作の父。沙都子の義父、沙喜子の祖父にあたる。前村長の喜一郎の息子だと思われる。
息子同様ポラリスを快く思っていないが、村民からの手出しは固く禁じている。
三船
園崎組二代目組長。先代組長(魅音と詩音の父)亡き後、組長に就任した。宵越し編からのゲストキャラ。
宵越し編と違い順当に二代目組長になったが、園崎本家とは対立している。そのため、現在の園崎家は荒事に対処する力に乏しい。
丸竹（まるたけ）
フリーのライター。星の撮影をメインに活動している。
鬼熾し編ではポラリス家族の会の悪い噂を、星渡し編では雛見沢村の悪い噂をそれぞれ圭太郎に流している。
星渡し編にて登場した「雛見沢村大虐殺事件の真相とは」というタイトルのゴシップ記事では、丸竹が撮影した写真が使用されていた。
入江京介（いりえ きょうすけ）
入江診療所の主治医。『東京』が手を引いた後も村民の治療と雛見沢症候群の研究を続けていた。
寅野（とらの）
興宮中学校の先生。「～デス」「気を付けテ」などのように、語尾がカタカナで表記される。生徒たちからは「ドラちゃん先生」と呼ばれている。
容姿や口調が『うみねこのなく頃に』に登場するドラノール・A・ノックスに酷似している。
賀戸（がと）
興宮中学校の養護教諭。
容姿が『うみねこのなく頃に』に登場するガートルードに酷似している。
小練（こねり）
興宮中学校の先生。「也や」を語尾に用いるような、特徴的な口調で話す。生徒たちからは「小練ちゃん」と呼ばれている。
容姿や口調が『うみねこのなく頃に』に登場するコーネリアに酷似している。
初戸（ういど）
興宮中学校の先生。ジャージ姿で生徒に忠告するときは語尾に「頭痛にならァ」とつける。生徒たちからは普通に「初戸先生」と呼ばれている。
容姿と口調が『うみねこのなく頃に』に登場するウィラード・H・ライトに酷似している。

## 用語
恵薬華の宝珠（えくすりかのほうじゅ）
羽入が梨花に遺した古手家の至宝。三度まで時間を遡ることができる。数珠には三つの大きな球が通されており、梨花が死ぬたびに一つずつ割れていく。
ポラリス家族の会
DV被害者の保護団体。会員を「家族」と呼ぶ。「不幸の全ては他者との縁」という教義から、会員以外とのコミュニケーションを拒んでいる。
星の環（ほしのわ）
ポラリス家族の会の中に存在する過激派グループ。リーダーはカノープス。
ポラリス症候群
入江京介が命名した病気。ポラリス会員が引っ越してきて以降、雛見沢村人たちから症状が見られるようになった。頭部のかゆみや脱毛、殉教精神など、雛見沢症候群とは異なる症状を見せる。

## 制作背景・作風
本作の構想は、コミカライズ版『ひぐらしのなく頃に』の連載中に、担当編集者から「圭一たちの息子を主人公にした作品を書けませんか？」と打診されたことから始まる。当時、竜騎士07は『うみねこのなく頃に』の制作に専念していたため、本作のシナリオは後回しとなった。その後、一度は流れた企画だったが、20周年記念の一環として再び形となり、竜騎士07は実現できたことに感謝していると語った。
竜騎士07によれば、本作のテーマは「異文化の許容」と「多様性の容認」である。多用な価値観を持つ人々が共存する現代で、圭一のように強引に相手に近づき、友情を築こうとする対話方法が通用するのか。その問いが本作の発想の原点となったという。また、本作では「多様性を認め合う社会における隣人愛とは何か」という問いに対する一つの答えが描かれている。しかし、これはあくまでも竜騎士07の考えに過ぎず、読者自身が相互理解と尊重について考え、新たな解答を見つけてほしいと語った。
また、竜騎士07によると、本作の終盤で描かれる丸竹の趣味が暴露される展開は、プロット段階から変更が加えられている。当初の構想では、「丸竹が恥ずかしい秘密を握られ、ぐうの音も出なくなる」という展開が予定されていた。しかし、この展開では丸竹の趣味を「恥ずかしいもの」と断定することになり、本作のテーマである多様性の尊重に反すると考え、修正が行われた。最終的には、圭一が登場して否定しない形に落ち着き、『ひぐらし』らしい痛快な結末を迎えることができたと語っている。

## 書誌情報
鬼熾し編
- 竜騎士07（原作）・夏海ケイ（作画）『ひぐらしのなく頃に令 鬼熾し編』スクウェア・エニックス〈ガンガンコミックスONLINE〉、全2巻
  1. 2022年6月10日発売[5][書誌 1]、ISBN 978-4-7575-7968-2
  2. 2022年11月11日発売[書誌 2]、ISBN 978-4-7575-8260-6

星渡し編
- 竜騎士07（原作）・刻夜セイゴ（作画）『ひぐらしのなく頃に令 星渡し編』スクウェア・エニックス〈ビッグガンガンコミックス〉、全2巻
  1. 2022年6月10日発売[5][書誌 3]、ISBN 978-4-7575-7969-9
  2. 2022年11月11日発売[書誌 4]、ISBN 978-4-7575-8259-0

色尊し編
- 竜騎士07（原作）・夏海ケイ（作画）『ひぐらしのなく頃に令 色尊し編』スクウェア・エニックス〈ガンガンコミックスONLINE〉、全4巻
  1. 2023年9月12日発売[書誌 5]、ISBN 978-4-7575-8800-4
  2. 2024年2月9日発売[書誌 6]、ISBN 978-4-7575-9053-3
  3. 2024年8月9日発売[書誌 7]、ISBN 978-4-7575-9359-6
  4. 2025年2月12日発売[書誌 8]、ISBN 978-4-7575-9675-7

### 書誌情報出典
1. ↑  “「ひぐらしのなく頃に令　鬼熾し編 1」ガンガンONLINE”.   スクウェア・エニックス. 2023年7月8日閲覧。
2. ↑  “「ひぐらしのなく頃に令　鬼熾し編 2」ガンガンONLINE”.   スクウェア・エニックス. 2023年7月8日閲覧。
3. ↑  “「ひぐらしのなく頃に令　星渡し編 1」ビッグガンガン”.   スクウェア・エニックス. 2023年7月8日閲覧。
4. ↑  “「ひぐらしのなく頃に令　星渡し編 2」ビッグガンガン”.   スクウェア・エニックス. 2023年7月8日閲覧。
5. ↑  “「ひぐらしのなく頃に令　色尊し編 1」ガンガンONLINE”.   スクウェア・エニックス. 2023年9月16日閲覧。
6. ↑  “「ひぐらしのなく頃に令　色尊し編 2」ガンガンONLINE”.   スクウェア・エニックス. 2024年2月9日閲覧。
7. ↑  “「ひぐらしのなく頃に令　色尊し編 3」ガンガンONLINE”.   スクウェア・エニックス. 2024年8月9日閲覧。
8. ↑  “「ひぐらしのなく頃に令　色尊し編 4」ガンガンONLINE”.   スクウェア・エニックス. 2025年2月12日閲覧。